# Vladimir Valuțki
Vladimir Ivanovici Valuțki (în rusă Владимир Иванович Валуцкий; n. 25 septembrie 1936, Moscova, RSFS Rusă, URSS – d. 14 aprilie 2015, Moscova, Rusia) a fost un scenarist sovietic și rus. Artist emerit al RSFS Ruse (1987). Între anii 1964 și 2013 a scris un număr de 60 de scenarii.

## Biografie

### Primii ani
Vladimir s-a născut în Moscova, RSFS Rusă într-o familie mixtă ruso-poloneză. Tatăl său, Ivan Ivanovici (Janovich) Valuțki, s-a mutat din Polonia la Moscova, la începutul Primului Război Mondial, împreună cu mama lui, Maria Ivanovna Valuțkaia, și cu fratele său, Ștefan. A studiat ingineria și a construit aerodromuri în timpul Marelui Război pentru Apărarea Patriei, apoi a lucrat la Gosplan și în diferite ministere. Mama lui Vladimir, Galina Vasilievna Valuțkaia (născută Kolceva), a fost casnică. Părinții ei — Vasili Alexeevici Kolcev și Julietta Ivanovna Racimanova, amândoi proveniți din clasa muncitoare — au sosit la Moscova din guberniile Riazan și Tula.
Valuțki a început să practice scenaristică în timpul școlii când el și cu prietenii lui urmăreau multe filme realizate în timpul războiului. În 1956 el a intrat la VGIK pentru a studia scenaristica sub îndrumarea lui Valentin Turkin. În timpul studiilor a întâlnit-o pe Alla Demidova, care era studentă la Institutul de Teatru Boris Șciukin, și s-a căsătorit cu ea în anul 1961. În același an, el și alți câțiva studenți au fost exmatriculați de la institut în urma unui mare scandal: s-a aflat că ei au scris o parodie a unei piese de teatru revoluționare în care apărea Vladimir Lenin. Vladimir a reușit mai târziu să se înscrie înapoi la VGIK și în cele din urmă a absolvit studiile în 1964 (la cursul lui Evgheni Gabrilovici).

### Cariera
A scris în colaborare piesa de teatru Fallen and Alive pentru noul Teatru Taganka, unde soția sa era o actriță principală, deși cenzura a interzis ca romanul său să fie jucat pe scena de teatru. După absolvire s-a cunoscut cu Vitali Melnikov, un tânăr regizor care era în căutarea unui scenarist pentru comedia sa de debut. The Head of Chukotka a fost produs în 1966 și a avut un succes moderat (15,7 milioane de spectatori), dar i-a impulsionat cariera popularului actor de comedie Mihail Kononov. A început, de asemenea, o colaborare de durată între Valuțki și Melnikov. În patru ani ei au făcut un alt film de comedie — Cele șapte mirese ale lui Efreitor Zbruev care s-a transformat într-unul din succesele comerciale ale anului 1971 (locul 11 cu 31,2 milioane de spectatori). Ei au produs în total patru filme între 1966 și 1987.
Valuțki a lucrat în mod regulat cu Igor Maslennikov. Între 1969 și 2009 ei au realizat șapte filme împreună, inclusiv popularul serial TV Aventurile lui Sherlock Holmes și ale dr. Watson. Serialul Winter Cherry a fost populară la sfârșitul anilor 1980 și s-a clasat pe locul 4 în topul serialelor sovietice cu 32.1 milioane de spectatori, câștigând mai multe premii la Festivalul Unional de Film din 1986 și având parte de două continuări. În martie 2016 Maslennikov a dezvăluit planurile sale de a produce cea de-a patra parte bazată pe un scenariu propriu.
Valuțki a fost unul dintre puținii scenariști sovietici care și-a continuat cu succes cariera după dizolvarea Uniunii Sovietice. Filmul cel mai cunoscut din acea perioadă a fost drama biografică de război Amiralul despre viața amiralului Aleksandr Kolceak. El a obținut încasări de 38.135.878 de dolari, devenind printre cele mai profitabile filme produse în Rusia post-sovietică. Un miniserial TV în 10 episoade ce a reprezentat o versiune mai lungă a filmului a fost prezentată pe Pervîi Kanal în 2009. Valuțki a scris, de asemenea, un scenariu pentru un alt serial biografic Esenin (2005) despre unul dintre cei mai mari poeți ruși ai secolului al XX-lea , Serghei Esenin. Scenariul s-a inspirat din cartea actorului rus Vitali Bezrukov; fiul acestuia, Serghei Bezrukov, a interpretat rolul principal.
Valuți a interpretat roluri mici în două filme: Concertul pentru două viori (1975) și Colierul Charlottei (1984). A predat între anii 1990 și 1995 cursuri de scenaristică la VGIK. În perioada ultimilor săi ani de viață el a scris o carte pentru copii Romuald Tasmanianul despre aventurile unui vombat australian. În ciuda faptului că au trăit împreună timp de 54 de ani, el și soția lui Alla Demidova nu au avut copii.
Vladimir Valuțki a murit pe 14 aprilie 2015, după o boală îndelungată. A fost înmormântat în cimitirul Troiekurovskoie.

## Filmografie (selecție)
| An   | Titlu                                            | Titlu original                               |                                      |
| An   | Titlu                                            | Titlu original                               | Note                                 |
| ---- | ------------------------------------------------ | -------------------------------------------- | ------------------------------------ |
| 1964 | Fitil №27                                        | Фитиль                                       | Permanently Registered novel         |
| 1966 | The Head of Chukotka                             | Начальник чукотки                            |                                      |
| 1970 | Seven Brides of Gefreiter Zbruev                 | Семь невест ефрейтора Збруева                |                                      |
| 1975 | Concerto for Two Violins                         | Концерт для двух скрипок                     | also actor (Grisha)                  |
| 1978 | Test pilota Pirxa                                | Дознание пилота Пиркса                       | coproducție sovieto-poloneză         |
| 1978 | Yaroslavna, Queen of France                      | Ярославна, королева Франции                  |                                      |
| 1980 | The Adventures of Sherlock Holmes and Dr. Watson | Приключения Шерлока Холмса и доктора Ватсона | miniserial TV                        |
| 1981 | Dog in Boots                                     | Пёс в сапогах                                | animație                             |
| 1983 | Mary Poppins, Goodbye                            | Мэри Поппинс, до свидания                    |                                      |
| 1984 | Another Man's Wife and a Husband under the Bed   | Чужая жена и муж под кроватью                |                                      |
| 1984 | Charlotte's Necklace                             | Колье Шарлотты                               | doar actor (Paczynski the collector) |
| 1985 | Winter Cherry                                    | Зимняя вишня                                 |                                      |
| 1987 | First Meeting, Last Meeting                      | Первая встреча, последняя встреча            |                                      |
| 1987 | Curse of Snakes Valley                           | Заклятие долины змей                         | coproducție sovieto-poloneză         |
| 1990 | Winter Cherry 2                                  | Зимняя вишня 2                               |                                      |
| 1995 | Winter Cherry 3                                  | Зимняя вишня 3                               |                                      |
| 2003 | Bless the Woman                                  | Благословите женщину                         |                                      |
| 2005 | Esenin                                           | Есенин                                       | miniserial TV                        |
| 2008 | Amiralul                                         | Адмиралъ                                     |                                      |
| 2012 | God Loves Caviar                                 | O Theos agapaei to haviari                   | coproducție greco-rusă               |
| 2012 | Spy                                              | Шпион                                        |                                      |